# Agrilus anxius
Agrilus anxius, a broca de bétula de bronze, é um besouro da família buprestide nativo da América do Norte, mais numeroso nas partes mais quentes do continente e raro no norte. É uma praga séria em bétulas (Betula), matando-as frequentemente. A bétula de rio Betula nigra é a espécie mais resistente, outras bétulas americanas menos, enquanto as bétulas europeias e asiáticas não têm resistência a ela e são efetivamente impossíveis de crescer no leste dos Estados Unidos.
Mede 7.7-11.3 mm de comprimento, a 6.5-9.8 mm de largura. Está relacionado com a broca de Besouro-verde.